# IFK Mockfjärd
IFK Mockfjärd, idrottsförening från Mockfjärd i Dalarna, bildad 1 februari 1922. Föreningen beviljades inträde i RF i januari 1926. Utöver de nedanstående sektionerna har även bågskytte funnits på programmet.

## Handboll
Handbollen upptogs på programmet 1974. Laget spelar sina matcher i Mockfjärds sporthall.

## Ishockey
Mockfjärds ishockeysektion startades 1949. År 1952 invigdes den första egna ishockeybanan, vilken efterföljdes av en ny invid Mockfjärdsskolan 1980 ("Ravinen"). Dagens ishockeylag kallas ofta för Vikings. Förutvarande NHL-proffset Stefan Bergqvist är född i Mockfjärd.

## Skidor
Föreningens första idrott på programmet var längdskidåkning, vilken helt dominerade föreningens verksamhet inledningsvis. Sedan 1950 anordnas årligen "Korpstafetten". Föreningens elljlusspår såg dagens ljus 1967.

## Tennis
Tennissektionen bildades 1957 och de nuvarande tennisbanorna vid Motionscentralen invigdes 1986.